# Donzella de la bistorta
La donzella de la bistorta (Boloria eunomia) és una espècie de lepidòpter papilionoïdeu de la família dels nimfàlids (Nymphalidae) present als Països Catalans.

## Distribució
Es distribueix per Europa, Rússia, Mongòlia, nord-est de la Xina, Sakhalín i nord d'Amèrica. A la península Ibèrica es troba a la Serralada Cantàbrica i Pirineus.

## Hàbitat
Prats pantanosos prop de llacs i rius; torberes. Al sud-oest d'Europa, l'eruga s'alimenta de bistorta (Bistorta officinalis); en altres regions s'alimenten de distintes plantes del gènere Polygonum.

## Període de vol i hibernació
Una generació a l'any, entre finals de maig i començaments de juliol. Hiberna com a eruga jove.